# Alana de la Garza
Alana de la Garza (ur. 18 czerwca 1976 w Columbus) – amerykańska aktorka filmowa i telewizyjna. Wystąpiła w roli Consueli Rubirosy w serialu Prawo i porządek oraz jako Marisol Delko w serialu CSI: Kryminalne zagadki Miami.

## Życiorys
Alana de la Garza urodziła się w Columbus, w amerykańskim stanie Ohio. Pochodzi z wielokulturowej rodziny. Jej ojciec jest z pochodzenia Meksykaninem, natomiast matka ma irlandzkie korzenie. Alana de la Garza studiowała fizykoterapię na uniwersytecie w Teksasie. Po ukończeniu studiów zamieszkała w Orlando, w stanie Floryda, gdzie rozpoczęła karierę aktorską. W kolejnych latach kontynuowała udział w filmach i serialach także w Nowym Jorku oraz w Los Angeles. Była również nominowana do dwóch nagród za najlepszą kobiecą rolę drugoplanową za rok 2006 w serialu Prawo i porządek a w roku 2008 wygrała nagrodę Impact Award za wybitne osiągnięcia w serialu dramatycznym.

## Filmografia

### Filmy
| Rok  | Tytuł                 | Rola                       | Uwagi            |
| ---- | --------------------- | -------------------------- | ---------------- |
| 2002 | Bending All the Rules | kobieta zamawiająca drinki |                  |
| 2004 | El segundo            | Delicia                    |                  |
| 2005 | Mr. Dramatic          | Pani Dramatic              | krótkometrażowy  |
| 2006 | Mr. Fix It            | Sophia                     |                  |
| 2012 | Deadly Hope           | Joanne Connors             | film telewizyjny |
| 2013 | You Are Here          | Victoria Riolobos          |                  |

### Seriale
| Rok       | Tytuł                              | Rola                    | Uwagi                                  |
| --------- | ---------------------------------- | ----------------------- | -------------------------------------- |
| 1999      | Mortal Kombat: Porwanie            | Ella                    | odcinek Twisted Truths                 |
| 2001      | Wszystkie moje dzieci              | Rosa Santos             | gościnnie                              |
| 2003      | JAG                                | Maria Elena             | odcinek A Tangled Webb: Part 2         |
| 2003      | Las Vegas                          | Shelly                  | odcinek Pros and Cons                  |
| 2004      | Dwóch i pół                        | Crystal                 | odcinek No Sniffing, No Wowing         |
| 2004–2005 | The Mountain                       | Maria Serrano           | główna rola, wszystkie odcinki         |
| 2005      | Tajemnice Smallville               | Aethyr                  | odcinek Arrival                        |
| 2005      | Czarodziejki                       | Sylvia                  | odcinek Desperate Housewitches         |
| 2006      | The Book of Daniel                 | Jessie Gilmore          | gościnnie, 3 odcinki                   |
| 2006–2010 | Prawo i porządek                   | A.D.A. Connie Rubirosa  | główna rola, sezony 17-20, 85 odcinków |
| 2011      | Prawo i porządek: Los Angeles      | A.D.A. Connie Rubirosa  | 8 odcinków                             |
| 2005–2011 | CSI: Kryminalne zagadki Miami      | Marisol Delko           | 12 odcinków                            |
| 2012      | Agenci NCIS: Los Angeles           | Diane Dunross           | odcinek Partners                       |
| 2012      | Single Ladies                      | Nicolette               | odcinek The Business of Friendship     |
| 2013      | Do No Harm                         | dr Lena Solis           | główna obsada                          |
| 2014      | Prawo i porządek: sekcja specjalna | Connie Rubirosa         | odcinek Jersey Breakdown               |
| 2014–2015 | Forever                            | detektyw Jo Martinez    | główna rola                            |
| 2016–2017 | Zabójcze umysły: Poza granicami    | Clara Seger             | główna obsada                          |
| od 2019   | FBI                                | agentka Isobel Castille | główna obsada                          |
| od 2020   | FBI: Most Wanted                   | agentka Isobel Castille | rola powracająca                       |
| od 2021   | FBI: International                 | agentka Isobel Castille | rola powracająca                       |